# Rasgueado
El rasgueado es una técnica de interpretación de la guitarra que ha pasado del lenguaje musical popular (especialmente el toque flamenco) a la música actual. Se trata de una manera de hacer vibrar todas las cuerdas con todos los dedos, que se abren como un abanico.